# Équipe des États-Unis de soccer à la Coupe des confédérations 2003
L'équipe des États-Unis de football participe à sa 3e Coupe des confédérations lors de l'édition 2003 qui se tient en France du 18 juin 2003 au 29 juin 2003. Elle se rend à la compétition en tant que vainqueur de la Gold Cup.

## Résultats

### Phase de groupe
|   | Équipe     | Pts | J | G | N | P | BP | BC | Diff |
| - | ---------- | --- | - | - | - | - | -- | -- | ---- |
| 1 | Cameroun   | 7   | 3 | 2 | 1 | 0 | 2  | 0  | +2   |
| 2 | Turquie    | 4   | 3 | 1 | 1 | 1 | 4  | 4  | 0    |
| 3 | Brésil     | 4   | 3 | 1 | 1 | 1 | 3  | 3  | 0    |
| 4 | États-Unis | 1   | 3 | 0 | 1 | 2 | 1  | 3  | -2   |

| 19 juin 2003 | Turquie  | 2 | 1 | États-Unis |
| 21 juin 2003 | Brésil   | 1 | 0 | États-Unis |
| 23 juin 2003 | Cameroun | 0 | 0 | États-Unis |

| 19 juin 2003 19:00        | Turquie                            | 2 - 1 | États-Unis  | Stade Geoffroy-Guichard, Saint-Étienne           |                                                  |
| Historique des rencontres | Okan Yılmaz 40e (pen) · Tuncay 73e |       | Beasley 37e | Spectateurs : 16 944 Arbitrage : Jorge Larrionda | Spectateurs : 16 944 Arbitrage : Jorge Larrionda |
| Historique des rencontres | (Rapport)                          |       |             | Spectateurs : 16 944 Arbitrage : Jorge Larrionda | Spectateurs : 16 944 Arbitrage : Jorge Larrionda |

| 21 juin 2003 21:00        | Brésil      | 1 - 0 | États-Unis | Stade Gerland, Lyon                               |                                                   |
| Historique des rencontres | Adriano 22e |       |            | Spectateurs : 20 306 Arbitrage : Lucílio Baptista | Spectateurs : 20 306 Arbitrage : Lucílio Baptista |
| Historique des rencontres | (Rapport)   |       |            | Spectateurs : 20 306 Arbitrage : Lucílio Baptista | Spectateurs : 20 306 Arbitrage : Lucílio Baptista |

| 23 juin 2003                      | États-Unis | 0 - 0 | Cameroun | Stade Gerland, Lyon                          |                                              |
| 21:00 · Historique des rencontres |            |       |          | Spectateurs : 19 206 Arbitrage : Mark Shield | Spectateurs : 19 206 Arbitrage : Mark Shield |
| 21:00 · Historique des rencontres | (Rapport)  |       |          | Spectateurs : 19 206 Arbitrage : Mark Shield | Spectateurs : 19 206 Arbitrage : Mark Shield |

## Effectif
Sélectionneur :  Bruce Arena
| No. | Pos.      | Joueur           | Date de naissance et âge | Sélec. | Club                   |
| --- | --------- | ---------------- | ------------------------ | ------ | ---------------------- |
| 1   | Gardien   | Joe Cannon       | 1er janvier 1975         | -      | Lens                   |
| 2   | Milieu    | Frankie Hejduk   | 5 août 1974              | 46     | Columbus Crew          |
| 3   | Défenseur | Gregg Berhalter  | 1er août 1973            | 29     | Energie Cottbus        |
| 4   | Milieu    | Pablo Mastroeni  | 26 août 1976             | 19     | Colorado Rapids        |
| 5   | Défenseur | Greg Vanney      | 11 juin 1974             | 19     | Bastia                 |
| 6   | Défenseur | Steve Cherundolo | 19 février 1979          | 12     | Hannover 96            |
| 7   | Milieu    | Eddie Lewis      | 17 mai 1974              | 44     | Preston North End      |
| 8   | Milieu    | Earnie Stewart   | 28 mars 1969             | 87     | D.C. United            |
| 9   | Attaquant | Jovan Kirovski   | 18 mars 1976             | 56     | Birmingham City FC     |
| 10  | Attaquant | Landon Donovan   | 4 mars 1982              | 35     | San Jose Earthquakes   |
| 11  | Milieu    | Clint Mathis     | 25 novembre 1976         | 30     | MetroStars             |
| 12  | Défenseur | Carlos Bocanegra | 25 mai 1979              | 12     | Chicago                |
| 13  | Milieu    | Kyle Martino     | 19 février 1981          | 1      | Columbus Crew          |
| 14  | Milieu    | Chris Armas      | 27 août 1972             | 47     | Chicago Fire           |
| 15  | Milieu    | Bobby Convey     | 27 mai 1983              | 9      | D.C. United            |
| 16  | Défenseur | Danny Califf     | 17 mars 1980             | 6      | Los Angeles Galaxy     |
| 17  | Milieu    | DaMarcus Beasley | 24 mai 1982              | 20     | Chicago Fire           |
| 18  | Gardien   | Tim Howard       | 6 mars 1979              | 6      | MetroStars             |
| 19  | Gardien   | Marcus Hahnemann | 15 juin 1972             | 3      | Reading                |
| 20  | Attaquant | Taylor Twellman  | 29 février 1980          | 3      | New England Revolution |
| 21  | Attaquant | Jeff Cunningham  | 21 août 1976             | 8      | Columbus Crew          |
| 22  | Milieu    | Chris Klein      | 4 janvier 1976           | 12     | Kansas City Wizards    |
| 23  | Défenseur | Cory Gibbs       | 14 janvier 1980          |        | St. Pauli              |

## Navigation